# 33丁目駅 (パストレイン)
33丁目駅 (33ちょうめえき、33rd Street) はアメリカ合衆国ニューヨーク州ニューヨーク市マンハッタン区にあるパストレイン (PATH) のターミナル駅である。6番街の32丁目と33丁目の間、グリーリー・スクエアの地下にある。この駅には地上とコンコースをつなぐエレベーターが設置されており、またコンコースとプラットホームはほぼ同一面にある。なお、パストレインのマンハッタン側のターミナル駅としてはもう一つ、ワールド・トレード・センター駅がある。
1910年開業時は駅は33丁目にあったが、1939年に32丁目に移転した。移転後も「33丁目」という駅名がそのまま使われている。

## 運行系統
この駅を発着する列車はホーボーケン行とジャーナル・スクエア行の2系統であるが、深夜と週末・祭日はすべての列車がホーボーケン経由（折り返し）ジャーナル・スクエア行という形で運行される。（列車がマンハッタンからハドソン川をくぐり、ニュージャージー州に入ったところで線路はジャーナル・スクエア駅方向とホーボーケン駅方向の左右に分かれ、その部分がデルタ線になっている。）

## 乗り換え
ニューヨーク市地下鉄の34丁目-ヘラルド・スクエア駅（B D F <F> M N Q R W系統）への乗り換えが地下道を通って可能である。また、この駅から1ブロック西、道のりにして約400メートルの所にペンシルベニア駅があり、アムトラック、ロングアイランド鉄道、ニュージャージー・トランジットへの乗り換えができる。以前は当駅とペンシルベニア駅を結ぶ地下道があったが1980年代に治安上の理由で閉鎖された。

## 駅周辺の施設
- エンパイア・ステート・ビルディング
- ヘラルド・スクエア
- マディソン・スクエア・ガーデン
- ペンシルベニア駅
- マンハッタン・モール (Manhattan Mall)